# RAAD (Panzerabwehrlenkwaffe)
Die RAAD-Panzerabwehrlenkwaffe ist ein iranischer Nachbau und in gewisser Weise auch eine Weiterentwicklung der sowjetischen 9K11 Maljutka.

## Entwicklung und technische Daten
Aufgrund der Verknappung westlicher Panzerabwehrwaffen suchte der Iran Ersatz und kaufte unter anderem die sowjetische 9K11 Maljutka. Einer Quelle zufolge gab es die ersten Pläne zur RAAD ab dem Jahre 1994 in Kooperation mit China und Nordkorea, denen dann auch die Produktion im Jahr 1995 folgte. Die Defense Industries Organization hat die Waffe am 30. April 1997 öffentlich vorgestellt.
Es gibt mehrere Varianten der RAAD. Ab 1998 wurde die Improved RAAD (I-RAAD) vorgestellt, mit einem Tandem-HEAT-Gefechtskopf und einer SACLOS-Steuerung auf einem Dreibein. Mit einem solchen Gefechtskopf können moderne Reaktivpanzerungen überwunden werden. Weiterhin gibt es noch die „endgültige“ Version I-RAAD-T mit einem nochmals verbessertem Tandem-Gefechtskopf in einem teilweise neu konstruierten Gehäuse. Jede Vorgängerversion kann durch entsprechende Umbauten an Hohlladung und Gehäuse auf den I-RAAD-T-Standard aufgerüstet werden.

## Einsatz in Konflikten
Im Israel-Libanon-Konflikt 2006 wurden RAAD-Raketen von der Hisbollah auf Ziele in Israel abgefeuert. Der Iran wird verantwortlich gemacht, die Hisbollah mit diesen Waffen beliefert zu haben.

## Nutzer
- Iran
- Irak
  - Volksmobilisierungseinheiten[9]
- Syrien
  - Syrisches Heer
- Palästina
  - Al-Quds-Brigaden[10]
- Libanon
  -  Hisbollah[11]